# AP3M1
La subunidad mu-1 del complejo AP-3 es una proteína que en humanos está codificada por el gen AP3M1.
La proteína codificada por este gen es la subunidad media de AP-3, que es un complejo proteico relacionado con el adaptador asociado con la región de Golgi, así como con estructuras intracelulares más periféricas. AP-3 facilita la gemación de vesículas de la membrana de Golgi y puede participar directamente en la clasificación de proteínas para el sistema endosómico/lisosómico. AP-3 es un complejo proteico heterotetramérico compuesto por dos subunidades grandes (delta y beta3), una subunidad media (mu3) y una subunidad pequeña (sigma 3). Las mutaciones en una de las grandes subunidades de AP-3 han sido asociadas con el síndrome de Hermansky-Pudlak, un trastorno genético caracterizado por orgánulos defectuosos relacionados con lisosomas. Alternativamente, se han observado variantes de transcripciones empalmadas que codifican la misma proteína.